# 8 uur van Bahrein 2021
De 8 uur van Bahrein 2021 was de zesde en laatste race van het FIA World Endurance Championship-seizoen 2021. De race werd verreden op 6 november 2021 op het Bahrain International Circuit nabij Sakhir, Bahrein. Het was de tweede achtereenvolgende race op dit circuit, nadat de 6 uur van Bahrein een week eerder werd gehouden.
De race werd gewonnen door de Toyota Gazoo Racing #8 van Sébastien Buemi, Brendon Hartley en Kazuki Nakajima. De LMP2-klasse werd gewonnen door de Team WRT #31 van Robin Frijns, Ferdinand Habsburg en Charles Milesi. De LMP2 Pro-Am-klasse werd gewonnen door de United Autosports USA #29 van Frits van Eerd, Giedo van der Garde en Job van Uitert. De LMGTE Pro-klasse werd gewonnen door de AF Corse #51 van James Calado en Alessandro Pier Guidi. De LMGTE Am-klasse werd gewonnen door de AF Corse #83 van Nicklas Nielsen, François Perrodo en Alessio Rovera.

## Kwalificatie
Tijden vetgedrukt betekent de snelste tijd in die klasse.
| Pos. | Klasse      | No. | Team                      | Tijd     | Grid |
| ---- | ----------- | --- | ------------------------- | -------- | ---- |
| 1    | Hypercar    | 7   | Toyota Gazoo Racing       | 1:46.250 | 1    |
| 2    | Hypercar    | 8   | Toyota Gazoo Racing       | 1:46.540 | 2    |
| 3    | Hypercar    | 36  | Alpine Elf Matmut         | 1:47.025 | 3    |
| 4    | LMP2        | 22  | United Autosports USA     | 1:49.525 | 4    |
| 5    | LMP2 Pro-Am | 70  | Realteam Racing           | 1:49.819 | 5    |
| 6    | LMP2        | 38  | Jota                      | 1:49.910 | 6    |
| 7    | LMP2 Pro-Am | 29  | Racing Team Nederland     | 1:50.149 | 7    |
| 8    | LMP2 Pro-Am | 20  | High Class Racing         | 1:50.372 | 8    |
| 9    | LMP2        | 1   | Richard Mille Racing Team | 1:50.744 | 9    |
| 10   | LMP2        | 31  | Team WRT                  | 1:51.063 | 10   |
| 11   | LMP2 Pro-Am | 21  | DragonSpeed USA           | 1:51.134 | 11   |
| 12   | LMP2        | 28  | Jota                      | 1:51.145 | 12   |
| 13   | LMP2        | 34  | Inter Europol Competition | 1:51.187 | 13   |
| 14   | LMP2 Pro-Am | 44  | ARC Bratislava            | 1:51.424 | 14   |
| 15   | LMGTE Pro   | 92  | Porsche GT Team           | 1:56.041 | 15   |
| 16   | LMGTE Pro   | 51  | AF Corse                  | 1:56.201 | 16   |
| 17   | LMGTE Pro   | 91  | Porsche GT Team           | 1:56.541 | 17   |
| 18   | LMGTE Pro   | 52  | AF Corse                  | 1:56.603 | 18   |
| 19   | LMGTE Am    | 47  | Cetilar Racing            | 1:58.712 | 19   |
| 20   | LMGTE Am    | 83  | AF Corse                  | 1:58.759 | 20   |
| 21   | LMGTE Am    | 85  | Iron Lynx                 | 1:58.958 | 21   |
| 22   | LMGTE Am    | 56  | Team Project 1            | 1:58.989 | 22   |
| 23   | LMGTE Am    | 33  | TF Sport                  | 1:59.087 | 23   |
| 24   | LMGTE Am    | 98  | Aston Martin Racing       | 1:59.096 | 24   |
| 25   | LMGTE Am    | 88  | Dempsey-Proton Racing     | 1:59.359 | 25   |
| 26   | LMGTE Am    | 54  | AF Corse                  | 1:59.492 | 26   |
| 27   | LMGTE Am    | 77  | Dempsey-Proton Racing     | 1:59.936 | 27   |
| 28   | LMGTE Am    | 57  | Kessel Racing             | 2:00.301 | 28   |
| 29   | LMGTE Am    | 777 | D'Station Racing          | 2:00.364 | 29   |
| 30   | LMGTE Am    | 86  | GR Racing                 | 2:01.282 | 30   |
| 31   | LMGTE Am    | 60  | Iron Lynx                 | 2:01.941 | 31   |

## Uitslag
Winnaars in hun klasse zijn vetgedrukt; Hypercar is rood, LMP2 is blauw, LMGTE Pro is groen en LMGTE Am is oranje.
| Pos. | Klasse      | No. | Team                      | Coureurs                                                 | Chassis                       | Banden | Ronden | Tijd/Reden  |
| Pos. | Klasse      | No. | Team                      | Coureurs                                                 | Motor                         | Banden | Ronden | Tijd/Reden  |
| ---- | ----------- | --- | ------------------------- | -------------------------------------------------------- | ----------------------------- | ------ | ------ | ----------- |
| 1    | Hypercar    | 8   | Toyota Gazoo Racing       | Sébastien Buemi Brendon Hartley Kazuki Nakajima          | Toyota GR010 Hybrid           | M      | 247    | 8:01:25.441 |
| 1    | Hypercar    | 8   | Toyota Gazoo Racing       | Sébastien Buemi Brendon Hartley Kazuki Nakajima          | Toyota 3.5 L Turbo V6         | M      | 247    | 8:01:25.441 |
| 2    | Hypercar    | 7   | Toyota Gazoo Racing       | Mike Conway Kamui Kobayashi José María López             | Toyota GR010 Hybrid           | M      | 247    | +7.351      |
| 2    | Hypercar    | 7   | Toyota Gazoo Racing       | Mike Conway Kamui Kobayashi José María López             | Toyota 3.5 L Turbo V6         | M      | 247    | +7.351      |
| 3    | Hypercar    | 36  | Alpine Elf Matmut         | Nicolas Lapierre André Negrão Matthieu Vaxivière         | Alpine A480                   | M      | 241    | +6 ronden   |
| 3    | Hypercar    | 36  | Alpine Elf Matmut         | Nicolas Lapierre André Negrão Matthieu Vaxivière         | Gibson GL458 4.5 L V8         | M      | 241    | +6 ronden   |
| 4    | LMP2        | 31  | Team WRT                  | Robin Frijns Ferdinand Habsburg Charles Milesi           | Oreca 07                      | G      | 240    | +7 ronden   |
| 4    | LMP2        | 31  | Team WRT                  | Robin Frijns Ferdinand Habsburg Charles Milesi           | Gibson GK428 4.2 L V8         | G      | 240    | +7 ronden   |
| 5    | LMP2        | 38  | Jota                      | Anthony Davidson António Félix da Costa Roberto González | Oreca 07                      | G      | 240    | +7 ronden   |
| 5    | LMP2        | 38  | Jota                      | Anthony Davidson António Félix da Costa Roberto González | Gibson GK428 4.2 L V8         | G      | 240    | +7 ronden   |
| 6    | LMP2        | 28  | Jota                      | Tom Blomqvist Sean Gelael Stoffel Vandoorne              | Oreca 07                      | G      | 240    | +7 ronden   |
| 6    | LMP2        | 28  | Jota                      | Tom Blomqvist Sean Gelael Stoffel Vandoorne              | Gibson GK428 4.2 L V8         | G      | 240    | +7 ronden   |
| 7    | LMP2        | 22  | United Autosports USA     | Filipe Albuquerque Philip Hanson Fabio Scherer           | Oreca 07                      | G      | 240    | +7 ronden   |
| 7    | LMP2        | 22  | United Autosports USA     | Filipe Albuquerque Philip Hanson Fabio Scherer           | Gibson GK428 4.2 L V8         | G      | 240    | +7 ronden   |
| 8    | LMP2        | 34  | Inter Europol Competition | Alex Brundle Jakub Śmiechowski Renger van der Zande      | Oreca 07                      | G      | 238    | +9 ronden   |
| 8    | LMP2        | 34  | Inter Europol Competition | Alex Brundle Jakub Śmiechowski Renger van der Zande      | Gibson GK428 4.2 L V8         | G      | 238    | +9 ronden   |
| 9    | LMP2 Pro-Am | 29  | Racing Team Nederland     | Frits van Eerd Giedo van der Garde Job van Uitert        | Oreca 07                      | G      | 238    | +9 ronden   |
| 9    | LMP2 Pro-Am | 29  | Racing Team Nederland     | Frits van Eerd Giedo van der Garde Job van Uitert        | Gibson GK428 4.2 L V8         | G      | 238    | +9 ronden   |
| 10   | LMP2 Pro-Am | 70  | Realteam Racing           | Loïc Duval Esteban Garcia Norman Nato                    | Oreca 07                      | G      | 238    | +9 ronden   |
| 10   | LMP2 Pro-Am | 70  | Realteam Racing           | Loïc Duval Esteban Garcia Norman Nato                    | Gibson GK428 4.2 L V8         | G      | 238    | +9 ronden   |
| 11   | LMP2 Pro-Am | 20  | High Class Racing         | Dennis Andersen Anders Fjordbach Robert Kubica           | Oreca 07                      | G      | 237    | +10 ronden  |
| 11   | LMP2 Pro-Am | 20  | High Class Racing         | Dennis Andersen Anders Fjordbach Robert Kubica           | Gibson GK428 4.2 L V8         | G      | 237    | +10 ronden  |
| 12   | LMP2        | 1   | Richard Mille Racing Team | Tatiana Calderón Sophia Flörsch Beitske Visser           | Oreca 07                      | G      | 237    | +10 ronden  |
| 12   | LMP2        | 1   | Richard Mille Racing Team | Tatiana Calderón Sophia Flörsch Beitske Visser           | Gibson GK428 4.2 L V8         | G      | 237    | +10 ronden  |
| 13   | LMP2        | 21  | DragonSpeed USA           | Ben Hanley Henrik Hedman Juan Pablo Montoya              | Oreca 07                      | G      | 236    | +11 ronden  |
| 13   | LMP2        | 21  | DragonSpeed USA           | Ben Hanley Henrik Hedman Juan Pablo Montoya              | Gibson GK428 4.2 L V8         | G      | 236    | +11 ronden  |
| 14   | LMP2 Pro-Am | 44  | ARC Bratislava            | Olli Caldwell Miroslav Konôpka Nelson Panciatici         | Oreca 07                      | G      | 235    | +12 ronden  |
| 14   | LMP2 Pro-Am | 44  | ARC Bratislava            | Olli Caldwell Miroslav Konôpka Nelson Panciatici         | Gibson GK428 4.2 L V8         | G      | 235    | +12 ronden  |
| 15   | LMGTE Pro   | 51  | AF Corse                  | James Calado Alessandro Pier Guidi                       | Ferrari 488 GTE Evo           | M      | 233    | +14 ronden  |
| 15   | LMGTE Pro   | 51  | AF Corse                  | James Calado Alessandro Pier Guidi                       | Ferrari F154CB 3.9 L Turbo V8 | M      | 233    | +14 ronden  |
| 16   | LMGTE Pro   | 92  | Porsche GT Team           | Michael Christensen Kévin Estre Neel Jani                | Porsche 911 RSR-19            | M      | 233    | +14 ronden  |
| 16   | LMGTE Pro   | 92  | Porsche GT Team           | Michael Christensen Kévin Estre Neel Jani                | Porsche 4.2 L Flat-6          | M      | 233    | +14 ronden  |
| 17   | LMGTE Pro   | 52  | AF Corse                  | Miguel Molina Daniel Serra                               | Ferrari 488 GTE Evo           | M      | 233    | +14 ronden  |
| 17   | LMGTE Pro   | 52  | AF Corse                  | Miguel Molina Daniel Serra                               | Ferrari F154CB 3.9 L Turbo V8 | M      | 233    | +14 ronden  |
| 18   | LMGTE Pro   | 91  | Porsche GT Team           | Gianmaria Bruni Richard Lietz Frédéric Makowiecki        | Porsche 911 RSR-19            | M      | 231    | +16 ronden  |
| 18   | LMGTE Pro   | 91  | Porsche GT Team           | Gianmaria Bruni Richard Lietz Frédéric Makowiecki        | Porsche 4.2 L Flat-6          | M      | 231    | +16 ronden  |
| 19   | LMGTE Am    | 83  | AF Corse                  | Nicklas Nielsen François Perrodo Alessio Rovera          | Ferrari 488 GTE Evo           | M      | 230    | +17 ronden  |
| 19   | LMGTE Am    | 83  | AF Corse                  | Nicklas Nielsen François Perrodo Alessio Rovera          | Ferrari F154CB 3.9 L Turbo V8 | M      | 230    | +17 ronden  |
| 20   | LMGTE Am    | 77  | Dempsey-Proton Racing     | Matt Campbell Jaxon Evans Christian Ried                 | Porsche 911 RSR-19            | M      | 229    | +18 ronden  |
| 20   | LMGTE Am    | 77  | Dempsey-Proton Racing     | Matt Campbell Jaxon Evans Christian Ried                 | Porsche 4.2 L Flat-6          | M      | 229    | +18 ronden  |
| 21   | LMGTE Am    | 56  | Team Project 1            | Matteo Cairoli Egidio Perfetti Riccardo Pera             | Porsche 911 RSR-19            | M      | 229    | +18 ronden  |
| 21   | LMGTE Am    | 56  | Team Project 1            | Matteo Cairoli Egidio Perfetti Riccardo Pera             | Porsche 4.2 L Flat-6          | M      | 229    | +18 ronden  |
| 22   | LMGTE Am    | 47  | Cetliar Racing            | Antonio Fuoco Roberto Lacorte Giorgio Sernagiotto        | Ferrari 488 GTE Evo           | M      | 229    | +18 ronden  |
| 22   | LMGTE Am    | 47  | Cetliar Racing            | Antonio Fuoco Roberto Lacorte Giorgio Sernagiotto        | Ferrari F154CB 3.9 L Turbo V8 | M      | 229    | +18 ronden  |
| 23   | LMGTE Am    | 57  | Kessel Racing             | Scott Andrews Mikkel Jensen Takeshi Kimura               | Ferrari 488 GTE Evo           | M      | 228    | +19 ronden  |
| 23   | LMGTE Am    | 57  | Kessel Racing             | Scott Andrews Mikkel Jensen Takeshi Kimura               | Ferrari F154CB 3.9 L Turbo V8 | M      | 228    | +19 ronden  |
| 24   | LMGTE Am    | 60  | Iron Lynx                 | Matteo Cressoni Andrea Piccini Claudio Schiavoni         | Ferrari 488 GTE Evo           | M      | 228    | +19 ronden  |
| 24   | LMGTE Am    | 60  | Iron Lynx                 | Matteo Cressoni Andrea Piccini Claudio Schiavoni         | Ferrari F154CB 3.9 L Turbo V8 | M      | 228    | +19 ronden  |
| 25   | LMGTE Am    | 54  | AF Corse                  | Francesco Castellacci Giancarlo Fisichella Thomas Flohr  | Ferrari 488 GTE Evo           | M      | 227    | +20 ronden  |
| 25   | LMGTE Am    | 54  | AF Corse                  | Francesco Castellacci Giancarlo Fisichella Thomas Flohr  | Ferrari F154CB 3.9 L Turbo V8 | M      | 227    | +20 ronden  |
| 26   | LMGTE Am    | 777 | D'Station Racing          | Tomonobu Fujii Satoshi Hoshino Andrew Watson             | Aston Martin Vantage AMR      | M      | 227    | +20 ronden  |
| 26   | LMGTE Am    | 777 | D'Station Racing          | Tomonobu Fujii Satoshi Hoshino Andrew Watson             | Aston Martin 4.0 L Turbo V8   | M      | 227    | +20 ronden  |
| 27   | LMGTE Am    | 85  | Iron Lynx                 | Sarah Bovy Rahel Frey Katherine Legge                    | Ferrari 488 GTE Evo           | M      | 225    | +22 ronden  |
| 27   | LMGTE Am    | 85  | Iron Lynx                 | Sarah Bovy Rahel Frey Katherine Legge                    | Ferrari F154CB 3.9 L Turbo V8 | M      | 225    | +22 ronden  |
| 28   | LMGTE Am    | 86  | GR Racing                 | Ben Barker Tom Gamble Michael Wainwright                 | Porsche 911 RSR-19            | M      | 224    | +23 ronden  |
| 28   | LMGTE Am    | 86  | GR Racing                 | Ben Barker Tom Gamble Michael Wainwright                 | Porsche 4.2 L Flat-6          | M      | 224    | +23 ronden  |
| 29   | LMGTE Am    | 98  | Aston Martin Racing       | Paul Dalla Lana Augusto Farfus Marcos Gomes              | Aston Martin Vantage AMR      | M      | 223    | +24 ronden  |
| 29   | LMGTE Am    | 98  | Aston Martin Racing       | Paul Dalla Lana Augusto Farfus Marcos Gomes              | Aston Martin 4.0 L Turbo V8   | M      | 223    | +24 ronden  |
| DNF  | LMGTE Am    | 33  | TF Sport                  | Felipe Fraga Ben Keating Dylan Pereira                   | Aston Martin Vantage AMR      | M      | 128    | Uitgevallen |
| DNF  | LMGTE Am    | 33  | TF Sport                  | Felipe Fraga Ben Keating Dylan Pereira                   | Aston Martin 4.0 L Turbo V8   | M      | 128    | Uitgevallen |
| DNF  | LMGTE Am    | 88  | Dempsey-Proton Racing     | Julien Andlauer Axcil Jefferies Khaled Al Qubaisi        | Porsche 911 RSR-19            | M      | 90     | Uitgevallen |
| DNF  | LMGTE Am    | 88  | Dempsey-Proton Racing     | Julien Andlauer Axcil Jefferies Khaled Al Qubaisi        | Porsche 4.2 L Flat-6          | M      | 90     | Uitgevallen |

## Eindstanden na wedstrijd
Hypercar (coureurs)
| Pos | Coureur                                          | Punten |
| --- | ------------------------------------------------ | ------ |
| 1   | Mike Conway Kamui Kobayashi José María López     | 173    |
| 2   | Sébastien Buemi Brendon Hartley Kazuki Nakajima  | 168    |
| 3   | Nicolas Lapierre André Negrão Matthieu Vaxivière | 128    |
| 4   | Romain Dumas Richard Westbrook                   | 53     |
| 5   | Franck Mailleux                                  | 39     |

Hypercar (constructeurs)
| Pos | Team                | Punten |
| --- | ------------------- | ------ |
| 1   | Toyota Gazoo Racing | 206    |
| 2   | Alpine Elf Matmut   | 128    |
| 3   | Glickenhaus Racing  | 37     |

LMGTE (coureurs)
| Pos | Coureur                            | Punten |
| --- | ---------------------------------- | ------ |
| 1   | James Calado Alessandro Pier Guidi | 177    |
| 2   | Kévin Estre Neel Jani              | 166    |
| 3   | Gianmaria Bruni Richard Lietz      | 111    |
| 4   | Miguel Molina Daniel Serra         | 92     |
| 5   | Michael Christensen                | 88     |

LMGTE (constructeurs)
| Pos | Constructeur | Punten |
| --- | ------------ | ------ |
| 1   | Ferrari      | 291    |
| 2   | Porsche      | 277    |

LMP2 (coureurs)
| Pos | Coureur                                                  | Punten |
| --- | -------------------------------------------------------- | ------ |
| 1   | Robin Frijns Ferdinand Habsburg Charles Milesi           | 151    |
| 2   | Tom Blomqvist Sean Gelael Stoffel Vandoorne              | 131    |
| 3   | Anthony Davidson António Félix da Costa Roberto González | 123    |
| 4   | Philip Hanson                                            | 107    |
| 5   | Filipe Albuquerque Fabio Scherer                         | 84     |

LMP2 (teams)
| Pos | Nr | Team                      | Punten |
| --- | -- | ------------------------- | ------ |
| 1   | 31 | Team WRT                  | 151    |
| 2   | 28 | Jota                      | 131    |
| 3   | 38 | Jota                      | 123    |
| 4   | 22 | United Autosports USA     | 107    |
| 5   | 34 | Inter Europol Competition | 84     |

LMP2 Pro-Am (coureurs)
| Pos | Coureur                                     | Punten |
| --- | ------------------------------------------- | ------ |
| 1   | Frits van Eerd                              | 167    |
| 2   | Esteban Garcia Norman Nato                  | 146    |
| 3   | Giedo van der Garde Job van Uitert          | 142    |
| 4   | Ben Hanley Henrik Hedman Juan Pablo Montoya | 138    |
| 5   | Dennis Andersen                             | 109    |

LMP2 Pro-Am (teams)
| Pos | Nr | Team                  | Punten |
| --- | -- | --------------------- | ------ |
| 1   | 29 | Racing Team Nederland | 167    |
| 2   | 70 | Realteam Racing       | 146    |
| 2   | 21 | DragonSpeed USA       | 138    |
| 4   | 20 | High Class Racing     | 109    |
| 5   | 44 | ARC Bratislava        | 72     |

LMGTE Am (coureurs)
| Pos | Coureur                                           | Punten |
| --- | ------------------------------------------------- | ------ |
| 1   | Nicklas Nielsen François Perrodo Alessio Rovera   | 150    |
| 2   | Felipe Fraga Ben Keating Dylan Pereira            | 90,5   |
| 3   | Matt Campbell Jaxon Evans Christian Ried          | 79     |
| 4   | Matteo Cairoli Egidio Perfetti Riccardo Pera      | 78     |
| 5   | Antonio Fuoco Roberto Lacorte Giorgio Sernagiotto | 75     |

LMGTE Am (teams)
| Pos | Nr | Team                  | Punten |
| --- | -- | --------------------- | ------ |
| 1   | 83 | AF Corse              | 150    |
| 2   | 33 | TF Sport              | 90,5   |
| 3   | 77 | Dempsey-Proton Racing | 79     |
| 4   | 56 | Team Project 1        | 78     |
| 5   | 47 | Cetilar Racing        | 75     |